# Ферроцен
Ферроцен — одно из наиболее известных металлоорганических соединений, представитель класса сэндвичевых соединений (металлоценов). Номенклатурное название: бис-(η5-циклопентадиенил)железо(II) (η5-С5Н5)2Fe.
Оранжевые кристаллы. Ферроцен возгоняется при атмосферном давлении; растворим в органических растворителях, нерастворим в воде; устойчив к действию воздуха, горячей концентрированной соляной кислоты и растворам щелочей.

## Открытие
В 1951 году Т. Кили и П. Посон, провели реакцию C5H5MgBr c хлоридом железа FeCl3 с целью синтезировать новый углеводород — дициклопентадиенил. Неожиданно они получили совершенно новое, исключительно устойчивое жёлто-оранжевое кристаллическое соединение, содержащее железо. Потребовалось около года, чтобы понять, как оно построено. Было обнаружено, что атом железа расположен посередине между двумя симметричными пятичленными кольцами C5H5. Пятичленные кольца в молекуле свободно вращаются вокруг оси, соединяющей центры колец. Такой тип структуры получил название «сэндвичевый».
Из-за сходства реакционной способности с бензолом, новое соединение было названо «ферроцен» (звуковая аналогия очевидна в английском языке: benzene — ferrocene).
Структура ферроцена была установлена в 1952 году Р. Вудвордом и Дж. Уилкинсоном на основании его реакционной способности, и независимо от них — Э. Фишером на основании рентгеноструктурных данных.

## Свойства
Многими исследователями было показано, что по общему характеру реакционной способности ферроцен напоминает бензол; это привело к тому, что очень скоро после открытия ферроцен был назван небензоидной ароматической системой. Для него характерны три типа химических превращений: замещение водорода в С5Н5-кольцах без разрыва связей Fe—Cp (Cp=С5Н5), окисление по атому Fe и разрыв связи Fe—Cp.
Реакции электрофильного замещения для ферроцена протекают легче, чем для бензола; при этом образуются как моно-, так и гетероаннулярные (содержащие заместители в разных циклах) дизамещённые производные.
Ферроцен легко и обратимо окисляется до катион-радикала ферроцения (кислородом воздуха в кислой среде, перекисью водорода, иодом, хлоридом железа(III) и т. п.). При окислении не происходит заметных изменений в геометрии молекулы ферроцена. Разбавленные растворы солей ферроцения окрашены в синий цвет, концентрированные — в красный.
Связь Fe—Ср в ферроцене мало реакционноспособна и разрывается только при действии очень сильных восстановителей: водорода в присутствии катализатора (никель Ренея) (300 °C, 2.5 МПа) либо растворов щелочных металлов в жидком аммиаке или аминах. При взаимодействии ферроцена с аренами в присутствии AlCl3/Al одно кольцо замещается на арен и образуется катион [Fe(С5Н5)(Ar)]+.

## Получение
- Реакция хлорида железа с реактивом Гриньяра:

{\displaystyle {\mathsf {4FeCl_{3}+12C_{5}H_{5}MgBr\ {\xrightarrow {}}\ 4Fe(C_{5}H_{5})_{2}+2C_{10}H_{10}+12MgClBr}}}
- Реакция циклопентадиена с пентакарбонилом железа:

{\displaystyle {\mathsf {Fe(CO)_{5}+C_{5}H_{6}\ {\xrightarrow[{-CO,-H_{2}}]{200^{o}C}}\ Fe(C_{5}H_{5})(CO)_{2}\ {\xrightarrow[{-Fe_{3}(CO)_{12}}]{T}}\ Fe(C_{5}H_{5})_{2}}}}
- Реакция циклопентадиена с хлоридом железа и диэтиламином:

{\displaystyle {\mathsf {FeCl_{2}+2C_{5}H_{6}+2(C_{2}H_{5})_{2}NH\ {\xrightarrow {}}\ Fe(C_{5}H_{5})_{2}+2(C_{2}H_{5})_{2}NH_{2}Cl}}}

## Применение
Ферроцен используется в нефтяной промышленности в качестве антидетонатора. Применяется как термостабилизатор полиэтилена и диеновых каучуков (например, бутадиеновых); используется в синтезе некоторых медицинских препаратов.